# Grant-gazella
A Grant-gazella (Nanger granti, korábban Gazella granti) az emlősök (Mammalia) osztályának párosujjú patások (Artiodactyla) rendjébe, ezen belül a tülkösszarvúak (Bovidae) családjába és az antilopformák (Antilopinae) alcsaládjába tartozó faj.

## Előfordulása
Kelet-Afrika tágas szavannáinak, fennsíkjainak lakója. Jelentős populációja él a Serengeti Nemzeti Parkban.

## Alfajai
- Bright-gazella (Nanger granti brighti) Thomas, 1901
- déli Grant-gazella (Nanger granti granti) (Brooke, 1872)
- északi Grant-gazella (Nanger granti lacuum) (Neumann, 1906)
- Peters-gazella (Nanger granti petersi) (Günther, 1884)
- Roberts-gazella (Nanger granti robertsi) (Thomas, 1903)

## Megjelenése
Testhossza 120-130 centiméter, marmagassága 90 cm, szarva 70-75 cm is lehet; a leghosszabb a gazellafajok közül. Szőrzete világos, fényes barna, a hasi rész és a lábak belső fele fehér. Jellegzetes, fehér sáv húzódik fejének két oldalán a szarvától az orr-, és szájrészig. Szeme fekete „keretbe” van foglalva, fejének alsó harmadán egy fekete „félgyűrű”-szerű sáv található.

## Életmódja
Fűfélékkel, az akácia friss hajtásaival táplálkozik. A gazellák többnyire 15-25 példányból álló csapatokban élnek. Minden bak saját legelő-területet próbál szerezni, amelyet azután territóriumának tekint. Ez nagyon fontos az adott bak számára, mivel a nőstények csak olyan bakkal párzanak, amelyik megfelelő területtel rendelkezik. A hímek többsége azonban saját terület nélkül marad, azok azonban, amelyek kiharcolták, jogot formálhatnak a nőstényekre. A territórium nélküli hímek külön csapatba tömörülnek. A gazellacsordán belül számos kisebb csoport alakul ki a nemtől, életkortól, főként pedig a hierarchiában elfoglalt helyük alapján: így a felnőtt hímek, valamint a nőstények csoportja, amelyet rendszerint egy domináns bak vezet. A faj vándorlásakor a alacsonyabb rangú, fiatalabb bakok vezetik a csoportot, mindeközben a magasabb rangú hímek a „hátvédet” képezik a csorda végén. Főbb természetes ellenségeihez a gepárd, valamint a hiénakutya tartozik.

## Szaporodása
Rendszerint egy borjat hoz a világra körülbelül 6 hónapnyi vemhességet követően, majd az újszülöttel 4-6 hetet követően csatlakoznak a csordához. A nőstények 1,5; a hímek 3 évesen válnak ivarilag éretté, s önállóvá is. A bakok igyekeznek minél több nőstényt szerezni a saját territóriumukon belül, ami a párzási időszakban még fokozottabb. A territórium védelmében kerülik a nyílt konfrontációt a hímek, inkább egyfajta erődemonstrálás zajlik a territórium határán. Ha ez nem használ, akkor kerül sor a harcra, amely súlyos sérülésekig is folyhat.

## Védettsége
E gazellafaj nemén belül talán a leggyakoribbnak számít, ugyanakkor egyes alfajokra a vadászat sem elhanyagolható veszélyforrás a faj tekintélyes „díszei“ miatt. Napjaink Afrikájában a szavannák elsivatagosodása is egyre nagyobb méreteket ölt, domináns veszélyforrássá válva; s így az egyik legnagyobb zoológiai paradicsom is egyre zsugorodik.

## Képek

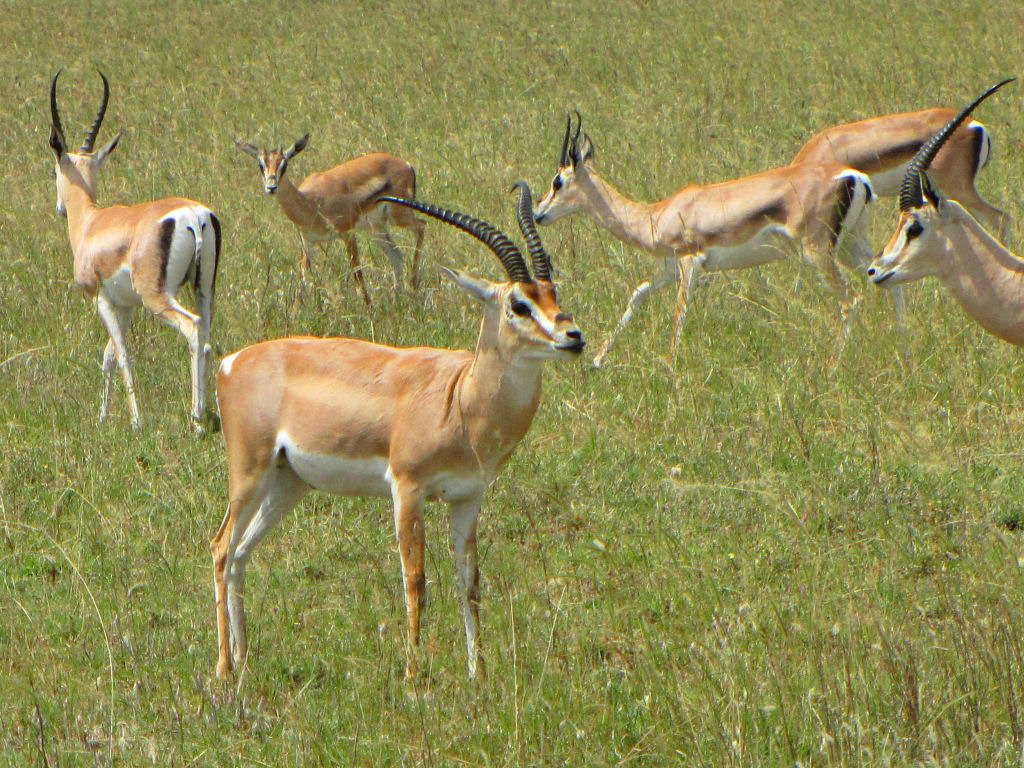
Grant-gazella csorda a Serengeti Nemzeti Parkban
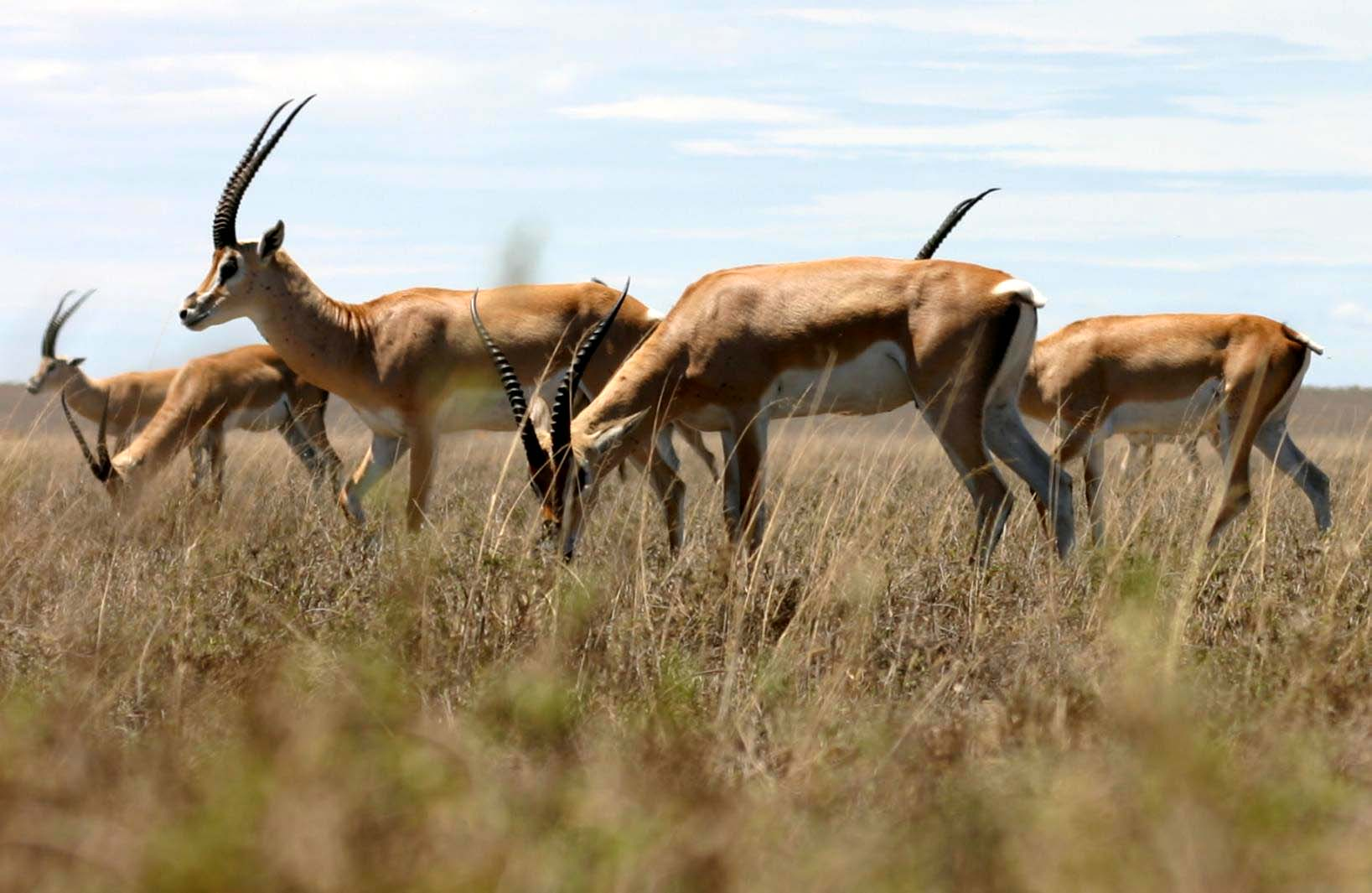
Grant-gazella csorda